# Ванков, Семён Николаевич
Семён Николаевич Ванков (болг. Симеон Николов Ванков, 25 января 1858, Свиштов — 21 июня 1937, Москва) — майор болгарский армии, позднее генерал-майор Русской армии, учёный и общественный деятель Российской империи и СССР. Организатор российского военно-промышленного комплекса, проявив большой организаторский талант и способности как учёного и специалиста в области производства вооружений и металлообработки.

## Биография
Симеон Ванков родился 25 января 1858 года в городе Свиштов в семье болгарского учителя, просветителя и русофила Николы Ванкова и его жены Севасты. С 1867 по 1878 годы учился в России.
В 1877 году окончил Южнославянский пансион в Николаеве, после чего продолжил обучение в Константиновском военном училище в Санкт-Петербурге. Окончил училище в звании прапорщика 16 апреля 1878 года. Одновременно в качестве вольнослушателя посещал занятия в Горном институте, который оставил ради участия в войне за освобождение Болгарии. Во время Русско-турецкой войны 1877—1878 годов был командиром полубатареи 26-й артиллерийской бригады в Силиври.

## Служба в Болгарии
Участвовал в создании артиллерийских подразделений болгарского земского войска. С 20 декабря 1879 года поручик Болгарской армии. В 1883 году окончил по первому разряду Михайловскую артиллерийскую академию в Санкт-Петербурге. 30 августа 1883 года, после возвращения из России, произведён в капитаны.
28 февраля 1884 года был назначен начальником артиллерийского арсенала в городе Рущук, 25 ноября того же года произведён в майоры.
22 сентября 1885 года стал председателем военного суда в городе Рущук. 23 сентября того же года назначен начальником местных артиллерийских учреждений. С 14 октября 1885 года заведывающий Дунайской флотилией и морской частью.
В ноябре 1885 года во время Сербско-болгарской войны Дунайская флотилия под командованием Ванкова осуществляла снабжение оружием и боеприпасами Северного отряда, а также сыграла важную роль при обороне Видина, доставляя продовольствие и боеприпасы в осаждённую крепость.
С 28 декабря 1885 года Уполномоченный болгарского правительства в Петербурге. 12 апреля 1886 года — инспектор стрелковой и технической части болгарских войск. Будучи русофилом, участвовал в свержении князя Александра I Баттенберга 9 августа 1886 года. После контрпереворота был арестован правительством Стефана Стамболова, но сумел бежать и эмигрировал в Россию, где поступил на службу в Русскую армию.

## Служба в России
В 1887 году прикомандирован к Киевской крепостной артиллерии, где исполнял штаб-офицерские обязанности. С 1889 по 1894 год служил в Петербургской крепостной артиллерии. В 1894 году Ванков принял русское подданство. 11 января 1895 года произведён в подполковники Русской армии, а 17 января стал командиром форта «Император Павел I» Кронштадтской крепостной артиллерии. 14 апреля того же года переведён в Ташкент, где был назначен начальником артиллерийского арсенала Туркестанского военного округа. По инициативе Ванкова арсенал был преобразован в окружную артиллерийскую мастерскую.
27 декабря 1897 года назначен начальником окружной артиллерийской мастерской Приамурского военного округа в Хабаровске, в которой ремонтировали орудия. Начал активно расширять и модернизировать артиллерийские мастерские — были смонтированы 14 паровых агрегатов мощностью в 16 лошадиных сил, лесопильня и металлорежущие станки, четыре горна, в которых плавили металл, а впоследствии была построена и первая вагранка, положившая начало литейному производству. В 1899 году на окраине Хабаровска по инициативе Ванкова началось строительства Хабаровского завода «Арсенал», ставшего на многие годы крупнейшим металлообрабатывающим предприятием Дальнего Востока. Активно участвовал в развитии городской инфраструктуры Хабаровска, в частности, лоббировал идею городского водопровода и электрификации города. Выступил инициатором создания акционерного общество по снабжению Хабаровска электричеством и строительства первой в крае электростанции. Активно Ванков занимался и общественной деятельностью.
В 1907 году он возглавил совет Приамурского отдела Императорского русского географического общества. В том же году Ванков создал и возглавил Приамурский отдел Русского Технического общества. Также он был почётным председателем и общественным директором Хабаровского краеведческого музея, создал и возглавил «Общество вспомоществования нуждающимся учащимся учебных заведений Министерства народного просвещения», открыл ремесленную школу для детей рабочих завода «Арсенал». Кроме того, Ванков активно помогал Владимиру Арсеньеву организовывать экспедицию с целью изучения Приамурья.
В апреле 1900 года за отличие произведён в полковники. 6 декабря 1911 года получил звание генерал-майора.
31 декабря 1913 года Семён Ванков становится начальником Брянского арсенала. Предложил военному министерству построить в Брянске новый завод, но идея не была воплощена из-за начала Первой мировой войны.
В апреле 1915 года назначен уполномоченным Главного Артиллерийского Управления (ГАУ) по изготовлению снарядов французского образца. В новой должности Ванков должен был в кратчайшие сроки организовать крупномасштабное производство трехдюймовых снарядов, основного калибра полевой артиллерии. Для реализации этого важнейшего для России проекта пришлось привлечь 442 казенных и частных завода, многие из которых ранее не имели опыта производства военной продукции. «Организация уполномоченного ГАУ по изготовлению снарядов французского образца инженера С. Н. Ванкова» (также «организация Ванкова») за три года (с 1915 по 1918 год) произвела более 12 млн. 3-дюймовых гранат (44 % от общероссийского производства) и около полумиллиона 6-дюймовых снарядов (12,5 % от общероссийского производства).

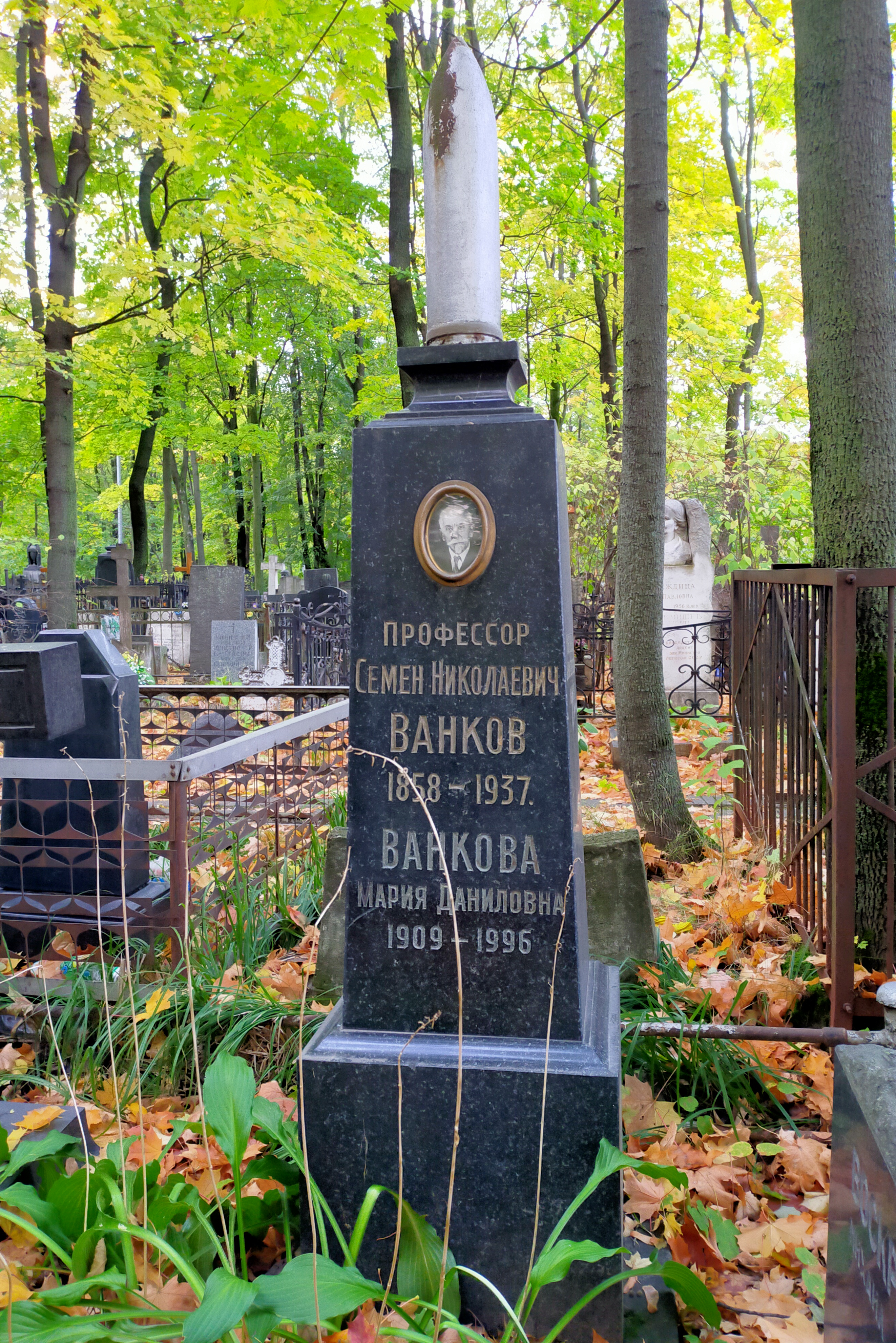
Могила С. Н. Ванкова на Введенском кладбище

В апреле 1918 года уволен в отставку. Занимался научно-исследовательской работой в области цветной металлургии. С 1919 и до 1930 год Ванков работал в учреждениях Высшего совета народного хозяйства (ВСНХ). Руководил артиллерийско-броневой и минно-электротехнической частью отдела металла ВСНХ, возглавлял научно-технический совет цветных металлов ВСНХ, был членом правления ряда советов и комитетов Высшего совета. В 1922—1927 годах — член правления и технический директор треста «Госпромцветмет». Преподавал в высших учебных заведениях Москвы, был профессором технологии металлов Московского института народного хозяйства и заведующим кафедрой общей технологии металлов Московского инженерно-педагогического института.
Автор нескольких книг в области холодной обработки металлов и истории артиллерии. Написал воспоминания о своей жизни, которые не были опубликованы.
Автор-составитель краткого технического справочника карманного формата, выдержавшего три издания до 1917 года (1983, 1900, 1916). Обновлённая и переработанная версия справочника была издана в 1936 и 1938 годах и пользовалась заслуженной популярностью среди целевой аудитории - инженеров, техников и учащихся.
Умер 21 июня 1937 года в Москве. Похоронен на Введенском кладбище (19 уч.).

## Награды
- 1894 — орден Св. Станислава 3-й степени.
- 1896 — орден Св. Анны 3-й степени.
- 1900 — орден Св. Станислава 2-й степени.
- 1901 — орден Св. Анны 2-й степени.
- 1903 — орден Св. Владимира 4-й степени.
- 1906 — орден Св. Владимира 3-й степени.
- 1912 — орден Св. Станислава 1-й степени.